# Molières 1996
La 10e Nuit des Molières a eu lieu le 6 mai 1996.

## Molière du comédien
- Didier Sandre dans Un mari idéal
  - André Dussollier dans Scènes de la vie conjugale
  - Michel Aumont dans Décadence
  - Jean Piat dans L'Affrontement
  - Michel Duchaussoy dans Le Refuge

## Molière de la comédienne
- Christiane Cohendy dans Décadence
  - Nicole Garcia dans Scènes de la vie conjugale
  - Geneviève Page dans Colombe
  - Anny Duperey dans Un mari idéal
  - Ludmila Mikaël dans Gertrud

## Molière du comédien dans un second rôle
- Jean-Paul Roussillon dans Colombe
  - Frédéric van den Driessche dans Un mari idéal
  - François Marthouret dans Gertrud
  - Gérard Lartigau dans Panique au Plazza
  - Francis Lalanne dans L'Affrontement

## Molière de la comédienne dans un second rôle
- Sonia Vollereaux dans Lapin lapin
  - Catherine Arditi dans Le Journal d'Anne Frank
  - Florence Darel dans Un mari idéal
  - Claire Nadeau dans Le Bonheur des autres
  - Edith Perret dans Un mari idéal

## Molière de la révélation théâtrale
- Nathalie Cerda dans Piaf, je t'aime
  - Elisa Prévand dans Le Refuge
  - Éric Métayer dans Aimez-moi les uns les autres
  - Francis Lalanne dans L'Affrontement
  - Marie Gillain dans Le Journal d'Anne Frank

## Molière de l'auteur
- Gilles Segal pour Monsieur Schpill et Monsieur Tippeton
  - Louis-Charles Sirjacq pour L'Argent du beurre
  - Jean-Marie Besset pour Grande École
  - Jean-François Prévand pour Camus... Sartre... et les autres
  - Coline Serreau pour Lapin lapin

## Molière de l'adaptateur
- Jean-Michel Déprats pour L'Importance d'être constant
  - Jean Piat pour L'Affrontement
  - Pierre Laville pour Un mari idéal
  - Jacques Fieschi pour Scènes de la vie conjugale

## Molière du metteur en scène
- Patrice Chéreau pour Dans la solitude des champs de coton
  - Adrian Brine pour Un mari idéal
  - Benno Besson pour Lapin lapin
  - Stephan Meldegg, Rita Russek pour Scènes de la vie conjugale
  - Jorge Lavelli pour Décadence

## Molière du créateur de costumes
- Christian Lacroix pour Phèdre
  - Yvonne Sassinot de Nesle pour Gertrud
  - Patrice Cauchetier pour L'Homme difficile
  - Bernadette Villard pour Un mari idéal

## Molière du décorateur scénographe
- Jacques Noël pour Noël chez les Cupiello
  - Rudy Sabounghi pour Gertrud
  - Roberto Platé pour Un mari idéal
  - Jean-Marc Stehlé pour Lapin lapin

## Molière du meilleur spectacle comique
- C'est magnifique de Jérôme Deschamps et Macha Makeieff
  - Un Grand Cri d'amour au Théâtre de la Michodière
  - Oscar au Théâtre des Variétés
  - Lapin lapin aux Théâtre de la Porte-Saint-Martin, Centre national de création d'Orléans

## Molière du spectacle en région
- L'Année des treize lunes, mise en scène par Jean-Louis Martinelli, au Théâtre national de Strasbourg
  - Le Faiseur au Théâtre des Célestins Lyon
  - L'Illusion comique aux Centre Dramatique de Bretagne, Théâtre de Lorient
  - L'Assemblée des femmes à la Maison de la Culture de Loire-Atlantique
  - La Tour de Nesle aux Centre dramatique national de Nice, TNP Villeurbanne

## Molière du théâtre privé
- Un mari idéal, mise en scène Adrian Brine, au Théâtre Antoine
  - Colombe à la Comédie des Champs-Élysées
  - Gertrud au théâtre Hébertot
  - Noël chez les Cupiello au Théâtre du Marais
  - Scènes de la vie conjugale au Théâtre de la Madeleine

## Molière du théâtre public
- Monsieur Schpill et Monsieur Tippeton, de « La Cie Eroc », mise en scène Georges Werler
  - C'est magnifique de la Cie Jérôme Deschamps
  - Dans la solitude des champs de coton à l'Odéon-Théâtre de l'Europe
  - Décadence au Théâtre national de la Colline
  - Lapin lapin aux Centre national de création d'Orléans, Théâtre de la Porte-Saint-Martin

## Molière du spectacle musical
- Chimère de Zingaro
  - Les Z'années zazou aux Folies Bergère
  - Piaf, je t'aime au Cirque d'hiver Bouglione
  - Mireille à Chaillot aux Théâtre national de Chaillot, Théâtre de la Potinière
  - Faust argentin à La Cigale, et au Théâtre Mogador

## Meilleur «one man show» ou spectacle de sketches
- Valérie Lemercier au Théâtre de Paris
  - Guy Bedos à l'Olympia
  - Michel Leeb au Casino de Paris
  - Muriel Robin Tout Robin au Casino de Paris
  - Dany Boon aux Palais des Glaces, L'Olympia